# 尻無濱航
尻無濱 航（しりなしはま わたる、1992年1月26日 -）は、競技麻雀のプロ雀士。日本プロ麻雀協会所属。自団体のリーグ戦ではB1リーグに所属。

## 来歴
神奈川県出身。高校在学時に麻雀に出会い、高校卒業後の2011年に日本プロ麻雀協会のプロテストに合格してプロ入り。同期に渋川難波、水口美香らがいる。
2016年に行われた第1回モンド新人戦では準決勝の8名まで生き残るも決勝進出はならず。
日本プロ麻雀協会が開催するチーム対抗のリーグ戦「fuzzカップ」では、2021年の第2回大会で「チーム松屋」の一員として参加（メンバーは松本吉弘、下石戟、愛内よしえ、尻無濱）。決勝卓で2トップを挙げるなど優勝に貢献した。
麻雀最強戦には2021年から3年連続でプロ大会に出場しており、2021年の「男子プロ最強新世代」では予選会を勝ち上がって決勝卓まで進むも岡崎涼太に敗れてファイナル進出ならず、2022年の「男子プロ因縁の抗争」では予選B卓で猿川真寿に競り負けて決勝卓進出ならず、2023年の「最強ハンサム決戦」では決勝卓まで進むも本田朋広に敗れ、ファイナル進出経験は無い。

## 挿話
- 本業は外資系機械メーカーの営業職[1]。
- 趣味は野球観戦。
- 協会の先輩である仲林圭とは親交が深い[1]。
- かなりの“天然”キャラ。仲林からも指摘されている[7]他、麻雀遊戯王では尻無濱の答えを予想する「クイズ尻無濱」という企画が複数回行われている[8][9][10]。麻雀最強戦で紹介されてるキャッチフレーズは「天然王子ワタル」。
- オフシーズンで行われたパイレーツトレジャーハントで仲林圭から指名を受け、桑田憲汰、木下遥と共にチームとなり、7月から始まる龍龍のイベントもこのメンバーで行う。